# Općinska "B" nogometna liga Zadar 1977./78.
Općinska "B" nogometna liga Zadar je predstavljala drugi stupanj općinske nogometne lige u organizaciji NSO Zadar u sezoni 1977./78., te liga šestog stupnja nogometnog prvenstva Jugoslavije. 
 Sudjelovalo je 11 klubova, a prvak lige je bio "Borac" iz Smilčića. 

## Ljestvica
| mj. | klub                     | ut. | pob. | ner. | por. | gol+ | gol- | bod |
| --- | ------------------------ | --- | ---- | ---- | ---- | ---- | ---- | --- |
| 1.  | Borac Smilčić            | 20  | 12   | 6    | 2    | 54   | 12   | 30  |
| 2.  | Raštane (Gornje Raštane) | 20  | 12   | 4    | 4    | 41   | 18   | 28  |
| 3.  | Galovac                  | 20  | 11   | 5    | 4    | 43   | 29   | 27  |
| 4.  | Jedinstvo Benkovac       | 20  | 10   | 7    | 3    | 49   | 27   | 27  |
| 5.  | Goran Zaton              | 19  | 9    | 8    | 2    | 44   | 22   | 26  |
| 6.  | Nova Zora Filipjakov     | 20  | 10   | 5    | 5    | 50   | 30   | 25  |
| 7.  | Kotarac Zemunik Gornji   | 19  | 6    | 3    | 10   | 39   | 41   | 15  |
| 8.  | Puntamika Zadar          | 20  | 6    | 3    | 11   | 40   | 48   | 15  |
| 9.  | Jedinstvo Islam Grčki    | 20  | 4    | 4    | 12   | 35   | 48   | 12  |
| 10. | Croatia Turanj           | 20  | 2    | 1    | 17   | 21   | 64   | 5   |
| 11. | Putnik Debeljak          | 20  | 1    | 2    | 17   | 18   | 82   | 4   |

- Filipjakov – tadašnji naziv za Sveti Filip i Jakov

## Rezultatska križaljka
| kratica | klub                     | BOR | CRO | GAL | GOR  | JEDB | JEDIG    | KOT | NOVZ | PUN | PUT | RAŠ |
| --- | ------------------------ | --- | --- | --- | ---- | ---- | -------- | --- | ---- | --- | --- | --- |
| BOR | Borac Smilčić            |     |     |     | 1:3  |      |          |     |      | 6:1 |     | 0:0 |
| CRO | Croatia Turanj           | 0:3 |     |     |      |      |          |     | 1:5  |     |     | 2:2 |
| GAL | Galovac                  | 1:0 |     |     |      |      |          | 3:1 |      |     |     | 1:0 |
| GOR | Goran Zaton              |     |     |     |      | 2:2  |          |     |      |     |     | 1:0 |
| JEDB | Jedinstvo Benkovac       |     |     | 2:2 |      |      |          |     |      |     |     | 3:0 |
| JEDIG | Jedinstvo Islam Grčki    |     |     |     |      |      |          |     | 1:3  |     |     | 2:0 |
| KOT | Kotarac Zemunik Gornji   |     |     |     | n.i. | 4:0  |          |     |      |     |     | 0:3 |
| NOVZ | Nova Zora Filipjakov     |     |     |     |      |      |          |     |      | 4:1 | 7:1 | 0:3 |
| PUN | Puntamika Zadar          |     |     |     |      |      |          |     |      |     | 2:2 | 0:1 |
| PUT | Putnik Debeljak          |     |     |     |      |      | 0:0      |     |      |     |     | 0:4 |
| RAŠ | Raštane (Gornje Raštane) | 4:2 | 3:2 | 1:1 | 1:0  | 2:0  | 3:0 p.f. | 2:1 | 2:2  | 3:0 | 4:0 |     |
| |                          |     |     |     |      |      |          |     |      |     |     |     |
| podebljan rezultat - utakmice od 1. do 11. kola (1. utakmica između klubova) rezultat normalne debljine - utakmice od 12. do 22. kola (2. utakmica između klubova) rezultat nakošen - nije vidljiv redoslijed odigravanja međusobnih utakmica iz dostupnih izvora rezultat nakošen i smanjen * - iz dostupnih izvora nije uočljiv domaćin susreta prekrižen rezultat - poništena ili brisana utakmica p - utakmica prekinuta 3:0 p.f. / 0:3 p.f. - rezultat 3:0 bez borbe n.i. - utakmica nije odigrana |                          |     |     |     |      |      |          |     |      |     |     |     |

 Izvori:

## Unutarnje poveznice
- A liga NSO Zadar 1977./78.